# Xanthorhoe heliopharia
Xanthorhoe heliopharia är en fjärilsart som beskrevs av Swinhoe 1904. Xanthorhoe heliopharia ingår i släktet Xanthorhoe och familjen mätare. Inga underarter finns listade i Catalogue of Life.